# 布尔嘎斯特郭勒
布尔嘎斯特郭勒中游也称哈布日图音郭勒，位于中华人民共和国内蒙古自治区中东部的一条季节性河流，发源于乌兰察布市化德县白音特拉乡（旧属六十顷乡）长流水沟东南山顶，蜿蜒向西北流经通顺村、十顷地村，过裕民水库后逐渐转东北流，经色庆沟村（和睦）、锡林郭勒盟镶黄旗巴彦塔拉镇模日格其嘎查、德化县七号镇毕力克村、七号镇政府驻地、林场村、九号村、镶黄旗巴彦塔拉镇浩特音高勒嘎查等地后向北成为镶黄旗与正镶白旗之间的界河，于正镶白旗乌兰查布苏木乌兰图嘎嘎查西南转向东北进入正镶白旗境内，于阿斯音乌苏东南汇入阿拉腾嘎达斯诺尔。河长134.3千米，流域面积3497.01平方千米，河道平均比降为1.9‰。布尔嘎斯特郭勒流域地处浑善达克沙地南缘，植被稀疏，地貌以沙丘半固定沙丘和低山丘陵为主。为季节性河流，汛期有洪水汇入阿拉腾嘎达斯诺尔，特大洪水时亦汇入乌兰淖尔。